# Châtillon-en-Bazois
Châtillon-en-Bazois is een gemeente in het Franse departement Nièvre (regio Bourgogne-Franche-Comté). De plaats maakt deel uit van het arrondissement Château-Chinon (Ville). De gemeente telde 835 inwoners op 1 januari 2022.

## Geografie
De oppervlakte van Châtillon-en-Bazois bedroeg op 1 januari 2022 19,26 vierkante kilometer; de bevolkingsdichtheid was toen 43,4 inwoners per km².

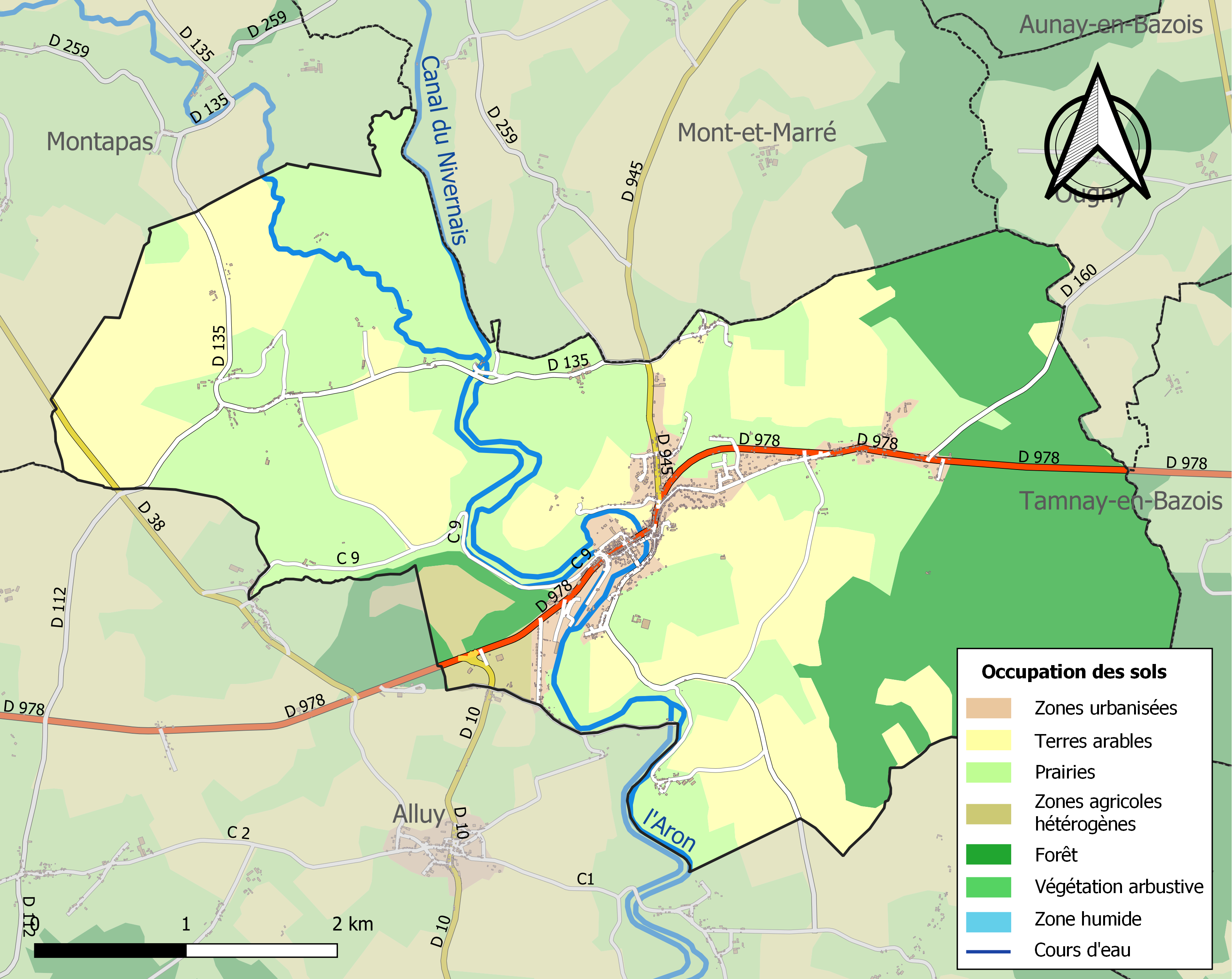
Kaart van de gemeente met de belangrijkste infrastructuur, bodemgebruik en omliggende gemeenten

## Demografie
Onderstaande figuur toont het verloop van het inwonertal (bron: INSEE-tellingen).